# Сен-Лу-де-Фрибуа
Сен-Лу-де-Фрибуа́ (фр. Saint-Loup-de-Fribois) — коммуна во Франции, находится в регионе Нижняя Нормандия. Департамент коммуны — Кальвадос. Входит в состав кантона Мезидон-Канон. Округ коммуны — Лизьё.
Код INSEE коммуны — 14608.

## Население
Население коммуны на 2010 год составляло 183 человека.
| 1962 | 1968 | 1975 | 1982 | 1990 | 1999 | 2010 |
| ---- | ---- | ---- | ---- | ---- | ---- | ---- |
| 189  | 170  | 153  | 161  | 141  | 178  | 183  |

## Экономика
В 2010 году среди 105 человек трудоспособного возраста (15—64 лет) 69 были экономически активными, 36 — неактивными (показатель активности — 65,7 %, в 1999 году было 68,9 %). Из 69 активных жителей работали 65 человек (34 мужчины и 31 женщина), безработных было 4 (2 мужчин и 2 женщины). Среди 36 неактивных 9 человек были учениками или студентами, 17 — пенсионерами, 10 были неактивными по другим причинам.